# Skok u vis s mjesta na Olimpijskim igrama
Osvajači olimpijskih medalja u atletskoj disciplini skok u vis s mjesta, koja se u programu Igara našla u 5 navrata a održavala se samo u muškoj konkurenciji, prikazani su u sljedećoj tablici:
| Olimpijske igre | Zlato             | Zlato   | Srebro                                                        | Srebro  | Bronca                         | Bronca |
| Pariz 1900.     | Ray Ewry (SAD)    | 1,65    | Irving Baxter (SAD)                                           | 1,525 m | Lewis Sheldon (SAD)            | 1,50 m |
| St. Louis 1904. | Ray Ewry (SAD)    | 1,60 m  | Joseph Stadler (SAD)                                          | 1,45 m  | Lawson Robertson (SAD)         | 1,45 m |
| Atena 1906.     | Ray Ewry (SAD)    | 1,56 m  | Léon Dupont (BEL) Lawson Robertson (SAD) Martin Sheridan(SAD) | 1,40 m  | —                              |        |
| London 1908.    | Ray Ewry (SAD)    | 1,575 m | John Biller (SAD) Konstantinos Tsiklitiras (GRČ)              | 1,55 m  | —                              |        |
| Stockholm 1912. | Platt Adams (SAD) | 1,63 m  | Benjamin Adams (SAD)                                          | 1,60 m  | Konstantinos Tsiklitiras (GRČ) | 1,55 m |